# Charles Pieri
Charles Pieri (Bastia, 1950) és un militant nacionalista cors, pare de Christophe Pieri.
De jove fou sindicalista de la CFDT, i a començament del 1980 fou guanyat pel nacionalisme. A finals dels anys 1990 fou el principal líder del Front d'Alliberament Nacional de Còrsega (FLNC) i acabà enfrontant-se al seu antic amic François Santoni. Patí un atemptat a Bastia l'1 de juliol de 1996. Actualment és considerat com un desls principals caps del FLNC UC, una de les dues organitzacions clandestines nacionalistes corses.
Té amics dins el món delictiu, com Francis Mariani, un dels caps de la banda de la Brise de mer. Fou detingut sota l'acusació d'haver desviat diners de dues empreses que dirigia, l'Hotel del Golf a Saint-Florent (Còrsega), i Corsica Gardiennage Services (CGS), per a finançar la revista U Ribombu i captar militants pel FLNC UC, així com d'haver passat 100.000 euros al seu compte personal.
El 20 de maig de 2005 fou condemnat a deu anys de presó per «abús de bé social» i «associació de malfactors en relació amb una empresa terrorista». El seu amic Charles Philippe Paoli, 36 anys, ha estat condemnat a set anys de presó en primera instància. El novembre de 2005 demanà una revisió de la pena, que fou reduïda a 8 anys.